# Пасеговське сільське поселення
Пасе́говське сільське поселення (рос. Пасеговское сельское поселение) — адміністративна одиниця у складі Кірово-Чепецького району Кіровської області Росії. Адміністративний центр поселення — село Пасегово.

## Історія
Станом на 2002 рік на території сучасного поселення існували такі адміністративні одиниці:
- Пасеговський сільський округ (села В'яз, Пасегово, Трьохріч'є, селище Бистрицький тубсанаторій, Набережний, Четверте отділення психоневрологічеського диспансера, присілки Боровіки, Водокачка, Гавшонки, Глушонки, Головізнінці, Загребінці, Ісуповська, Кучумовщина, Ларюшинці, Марковщина, Мокреці, Нікітінці, Окуні, Ральніки, Ріпінці, Садакови, Салтики, Сибір, Сиротські, Сімаки, Скопінці, Степанови, Стрижі, Токарі, Федосимові, Шалаєви, Шатніки, Шишонки, Шустови)

Поселення було утворене згідно із законом Кіровської області від 7 грудня 2004 року № 284-ЗО у рамках муніципальної реформи шляхом перетворення Пасеговського сільського округу.

## Населення
Населення поселення становить 3615 осіб (2017; 3618 у 2016, 3622 у 2015, 3686 у 2014, 3586 у 2013, 3442 у 2012, 3359 у 2010, 3316 у 2002).

## Склад
До складу поселення входять 36 населених пунктів:
| Населений пункт                                              | Населення, осіб (2002) | Населення, осіб (2010) |
| ------------------------------------------------------------ | ---------------------- | ---------------------- |
| Бистрицький тубсанаторій, селище                             | 222                    | 192                    |
| Боровіки, присілок                                           | 27                     | 24                     |
| Водокачка, присілок                                          | 0                      | 0                      |
| В'яз, село                                                   | 0                      | 8                      |
| Гавшонки, присілок                                           | 0                      | 1                      |
| Глушонки, присілок                                           | 4                      | 16                     |
| Головізнінці, присілок                                       | 6                      | 40                     |
| Загребінці, присілок                                         | 0                      | 0                      |
| Ісуповська, присілок                                         | 4                      | 17                     |
| Кучумовщина, присілок                                        | 0                      | 0                      |
| Ларюшинці, присілок                                          | 0                      | 4                      |
| Марковщина, присілок                                         | 5                      | 5                      |
| Мокреці, присілок                                            | 8                      | 22                     |
| Набережний, селище                                           | 54                     | 45                     |
| Нікітінці, присілок                                          | 0                      | 0                      |
| Окуні, присілок                                              | 0                      | 3                      |
| Пасегово, село                                               | 2805                   | 2807                   |
| Ральніки, присілок                                           | 0                      | 0                      |
| Ріпінці, присілок                                            | 0                      | 0                      |
| Рублево, присілок                                            | 1                      | 4                      |
| Садакови, присілок                                           | 0                      | 0                      |
| Салтики, присілок                                            | 0                      | 3                      |
| Сибір, присілок                                              | 29                     | 28                     |
| Сиротські, присілок                                          | 0                      | 0                      |
| Сімаки, присілок                                             | 4                      | 4                      |
| Скопінці, присілок                                           | 21                     | 16                     |
| Степанови, присілок                                          | 0                      | 3                      |
| Стрижі, присілок                                             | 28                     | 24                     |
| Токарі, присілок                                             | 25                     | 34                     |
| Трьохріч'є, село                                             | 11                     | 14                     |
| Федосимови, присілок                                         | 0                      | 0                      |
| Четверте отділення психоневрологічеського диспансера, селище | 38                     | 3                      |
| Шалаєви, присілок                                            | 14                     | 31                     |
| Шатніки, присілок                                            | 1                      | 0                      |
| Шишонки, присілок                                            | 9                      | 11                     |
| Шустови, присілок                                            | 0                      | 0                      |